# Kamerun
Kamerun, Republika Kamerunu (fr. Cameroun, République du Cameroun, ang. Cameroon, Republic of Cameroon) – państwo w środkowej Afryce, nad Zatoką Gwinejską. Graniczy z Nigerią, Czadem, Republiką Środkowoafrykańską, Kongiem, Gabonem i Gwineą Równikową. Kamerun jest członkiem ONZ, Unii Afrykańskiej i innych organizacji międzynarodowych.

## Historia
Pod koniec XVIII wieku koczowniczy muzułmański lud Fulbe, pochodzący z Sahelu, podbił tereny Kamerunu, wypierając lub wchłaniając miejscową ludność.
Portugalczycy dotarli do wybrzeży Kamerunu na początku XVI wieku. Ich nieliczne faktorie nadbrzeżne handlowały różnymi towarami, ale głównie niewolnikami. Dopiero w drugiej połowie XIX wieku powstały pierwsze misje chrześcijańskie.
W roku 1884 Kamerun stał się kolonią niemiecką ze stolicą w Buéa, przeniesioną później do Jaunde. Po I wojnie światowej Kamerun został terytorium mandatowym Ligi Narodów, podzielonym pomiędzy Wielką Brytanię i Francję.
Francuska część kraju uzyskała niepodległość w 1960 r. jako Republika Kamerunu. W lutym 1961 r. przeprowadzono plebiscyt, mający zdecydować o przyszłości części brytyjskiej. W jego wyniku 2/3 terytorium na północy (zamieszkane głównie przez ludność muzułmańską) przyłączono do Nigerii, zaś pozostała część południowa (przeważnie chrześcijańska) przyłączyła się do Republiki Kamerunu, która przekształcona została tym samym w Federacyjną Republikę Kamerunu. Obie części nowej republiki, francuska i brytyjska, uzyskały autonomię. Ahmadou Ahidjo został pierwszym prezydentem kraju. W roku 1966 Ahidjo, działając w oparciu o resorty siłowe, zdelegalizował wszystkie partie polityczne. W 1970 r. stłumił rebelię organizacji UPC (Union of the Peoples of Cameroon). W 1972 wprowadził nową konstytucję, znoszącą federację, a ustanawiającą państwo unitarne.
W roku 1982 Ahidjo zrezygnował z urzędu i został na mocy konstytucji zastąpiony przez premiera Paula Biyę, pochodzącego z ludu Beti-Pahuin. Ahidjo wkrótce pożałował, że Biya został jego następcą, lecz zorganizowany przez jego współpracowników w 1984 zamach stanu nie udał się. Biya wygrał przeprowadzone w 1983 i 1984 r. wybory prezydenckie, w których był jedynym kandydatem. Wielopartyjne wybory w 1992 i 1997 r. wygrała jego partia – CPDM, jednak istniały podejrzenia, iż wyniki zostały sfałszowane.
Ostatnie wybory parlamentarne miały miejsce 22 lipca 2007 roku i ponownie zostały wygrane przez partię Biyi. Wraz z rosnącymi napięciami między chrześcijanami a muzułmanami na północy i pomiędzy anglofonami a frankofonami na południowym zachodzie, w Kamerunie rośnie zagrożenie wojną domową. W 2017 roku anglofońscy separatyści na terenie Regionu Północno-Zachodniego i Regionu Południowo-Zachodniego ogłosili niepodległość Ambazonii.

### Pochodzenie nazwy kraju
Nazwa państwa wywodzi się z portugalskiej nazwy rzeki Wouri – Rio de Camarões (pol. Rzeka Krewetek), która w późniejszym okresie została rozciągnięta na cały kraj leżący nad tą rzeką.

## Ustrój polityczny
Ustrój polityczny Kamerunu to połączenie demokracji parlamentarnej z systemem prezydenckim. Konstytucja została uchwalona w 1972 roku i znowelizowana w 1995. Władzą ustawodawczą jest liczące 180 deputowanych wybieranych w wyborach powszechnych, jednoizbowe Zgromadzenie Narodowe o 5-letniej kadencji, obradujące trzy razy w roku.
Głową państwa jest prezydent wybierany w wyborach powszechnych na 7-letnią kadencję. Prezydent posiada znaczny zasób władzy – może zatwierdzać i wetować ustawy, bez konsultacji z parlamentem powoływać i odwoływać członków rządu, sędziów, szefów przedsiębiorstw państwowych i urzędów centralnych. Władzę wykonawczą sprawuje rząd, na którego czele stoi premier mianowany przez prezydenta.

### Podział administracyjny

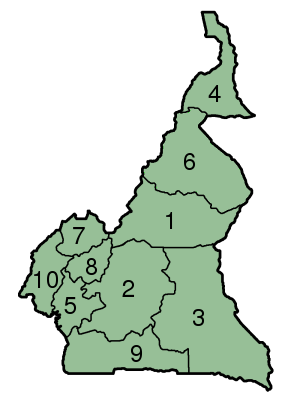
Regiony Kamerunu

Kamerun dzieli się na 10 regionów (każdy z gubernatorem na czele mianowanym przez prezydenta):
1. Adamawa
2. Centralny
3. Wschodni
4. Dalekiej Północy
5. Nadmorski
6. Północny
7. Północno-Zachodni
8. Zachodni
9. Południowy
10. Południowo-Zachodni

i 58 departamentów (każdy z prefektem na czele):

## Ludność

### Religie

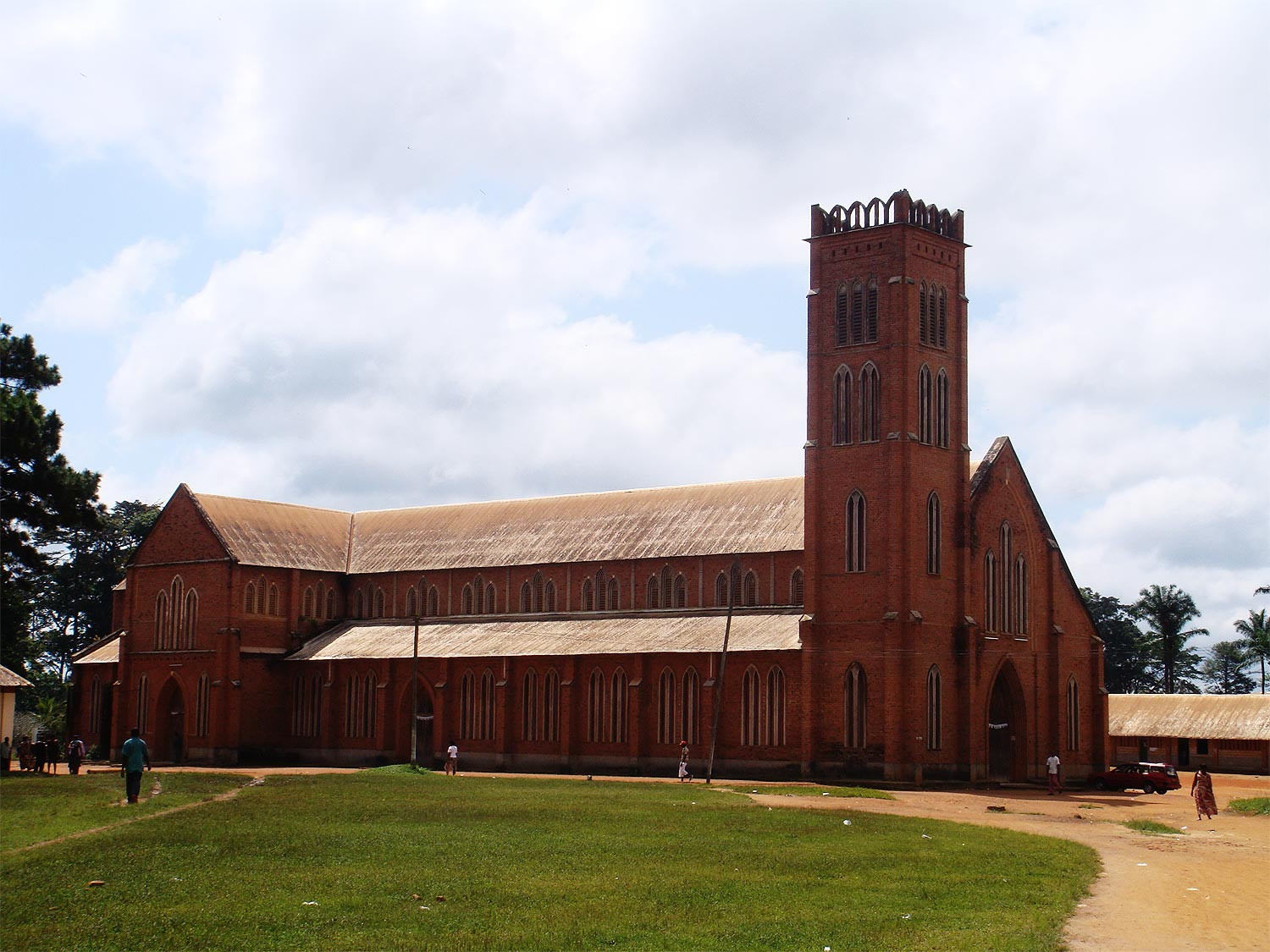
Katolicka katedra w Mbalmayo

Struktura religijna kraju w 2018 roku według The World Factbook:
- katolicyzm – 38,3%,
- protestantyzm – 25,5%,
- islam – 24,4%,
- inni chrześcijanie – 6,9%,
- animizm – 2,2%,
- brak religii – 2,2%,
- inne religie – 0,5%.

Struktura religijna kraju w 2020 roku według The ARDA:
- chrześcijaństwo – 59,7%:
  - katolicyzm – 26,6%,
  - protestantyzm – 22,6% (głównie kalwini),
  - niezależne Kościoły – 6,1%:
    - świadkowie Jehowy – ok. 0,3%,

  - niestowarzyszeni – 4,4%,
- islam – 20,2%,
- tradycyjne religie plemienne – 19%,
- brak religii – 0,79%,
- bahaizm – 0,26%,
- inne religie – 0,1%.

### Miasta Kamerunu
Poniższa lista przedstawia największe miasta Kamerunu:
| 1  | Duala      | Region Nadmorski         | 1 338 082 |
| 2  | Jaunde     | Region Centralny         | 1 299 369 |
| 3  | Garoua     | Region Północny          | 436 899   |
| 4  | Kousséri   | Region Dalekiej Północy  | 435 547   |
| 5  | Bamenda    | Region Północno-Zachodni | 393 835   |
| 6  | Maroua     | Region Dalekiej Północy  | 319 941   |
| 7  | Bafoussam  | Region Zachodni          | 290 768   |
| 8  | Mokolo     | Region Dalekiej Północy  | 275 239   |
| 9  | Ngaoundéré | Region Adamawa           | 231 357   |
| 10 | Bertoua    | Region Wschodni          | 218 111   |
| 11 | Edéa       | Region Nadmorski         | 203 149   |

### Struktura etniczna

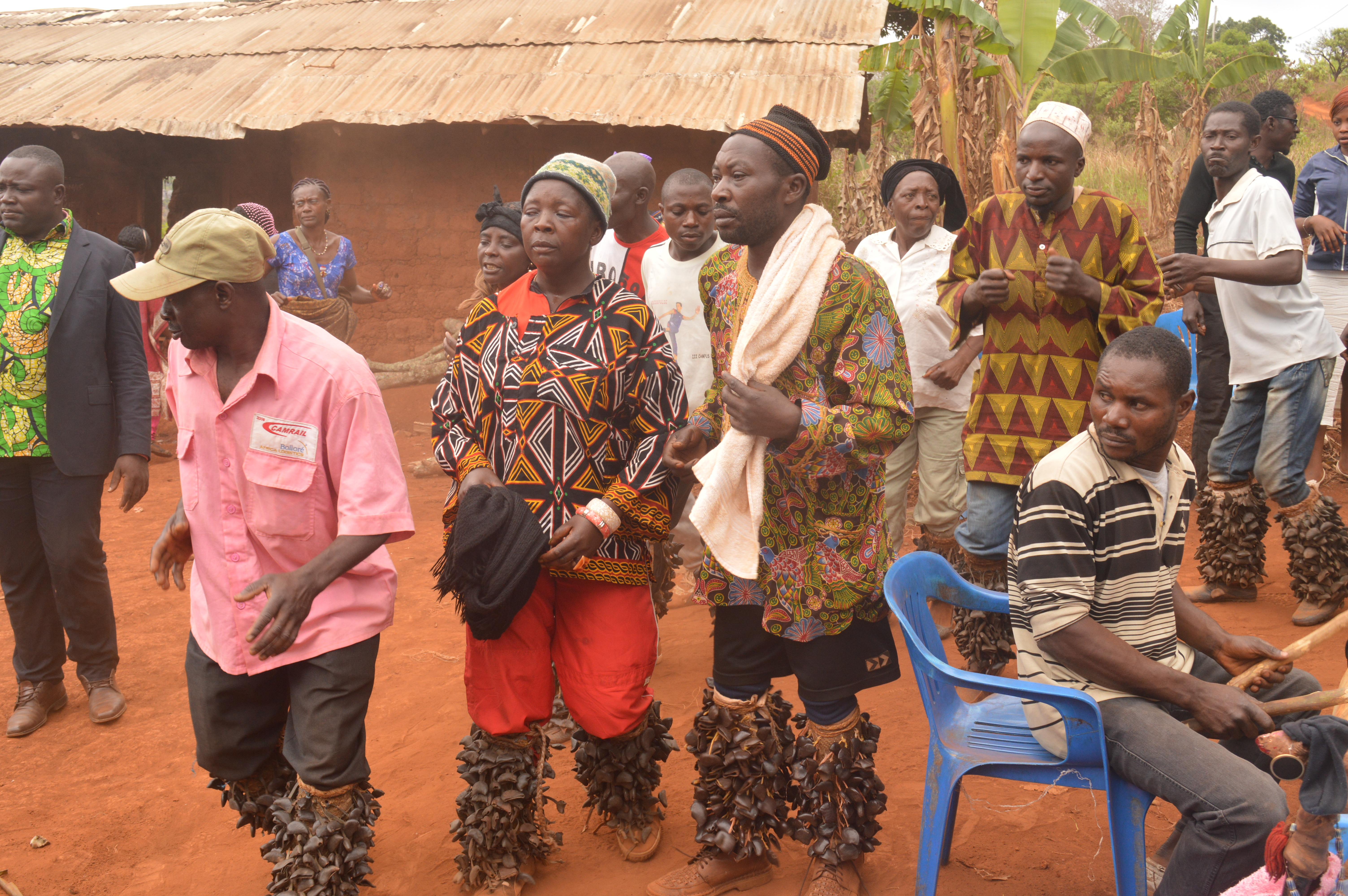
Taniec pogrzebowy wśród ludności Bamileke

| Grupa etniczna    | Język                    | Liczebność w tys. | Procent ludności |
| ----------------- | ------------------------ | ----------------- | ---------------- |
| Kreole kameruńscy | Język kamtok i francuski | 3505              | 14,2%            |
| Bamileke (9 grup) | Języki bamileke          | 2838              | 11,5%            |
| Fulani            | Język ful                | 2515              | 10,2%            |
| Beti              | Język ewondo             | 1919              | 7,8%             |
| Bulu              | Język bulu               | 1180              | 4,8%             |
| Bamum             | Język bamum              | 586               | 2,4%             |
| Bassa             | Język basaa              | 418               | 1,7%             |
| Hausa             | Język hausa              | 368               | 1,5%             |
| Gbaja (3 grupy)   | Języki gbaja             | 222,7             | 0,9%             |
| Fangowie          | Język fang               | 181               | 0,73%            |
| Kanuri            | Język kanuri             | 157               | 0,64%            |
| Bafia             | Język bafia              | 127               | 0,51%            |
| Igbo              | Język igbo               | 106               | 0,43%            |
| Pigmeje           | Język baka               | 53                | 0,21%            |
| Ibibio            | Język ibibio             | 53                | 0,21%            |
| Francuzi          | Język francuski          | 41                | 0,17%            |

## Geografia

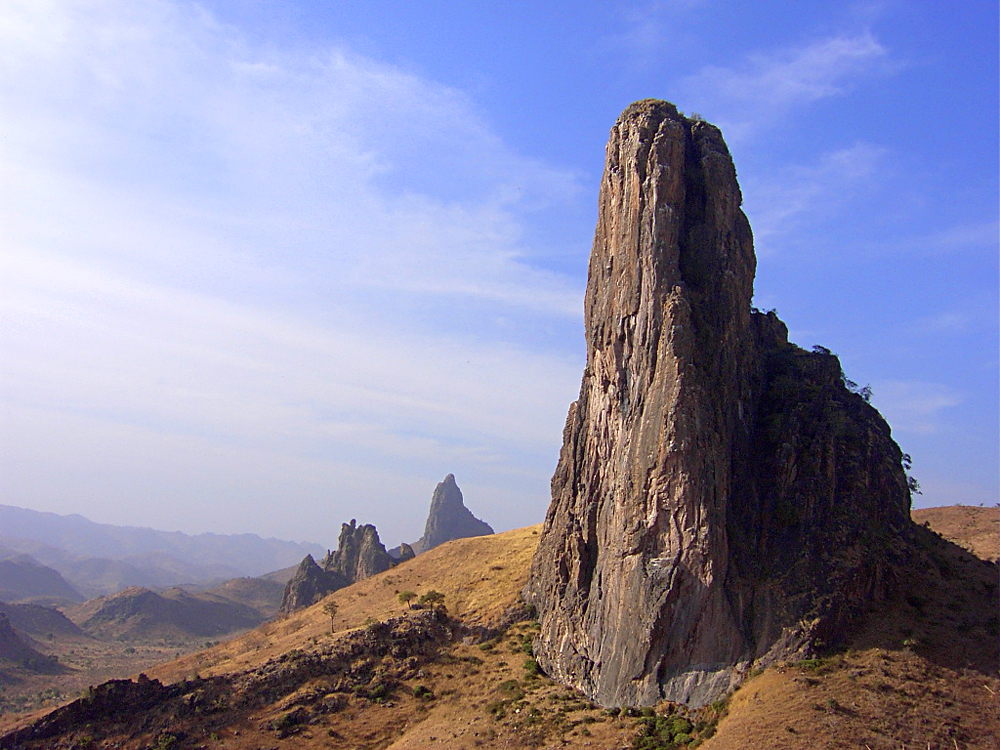
Wulkaniczne ostańce w pobliżu miejscowości Rhumsiki na Dalekiej Północy

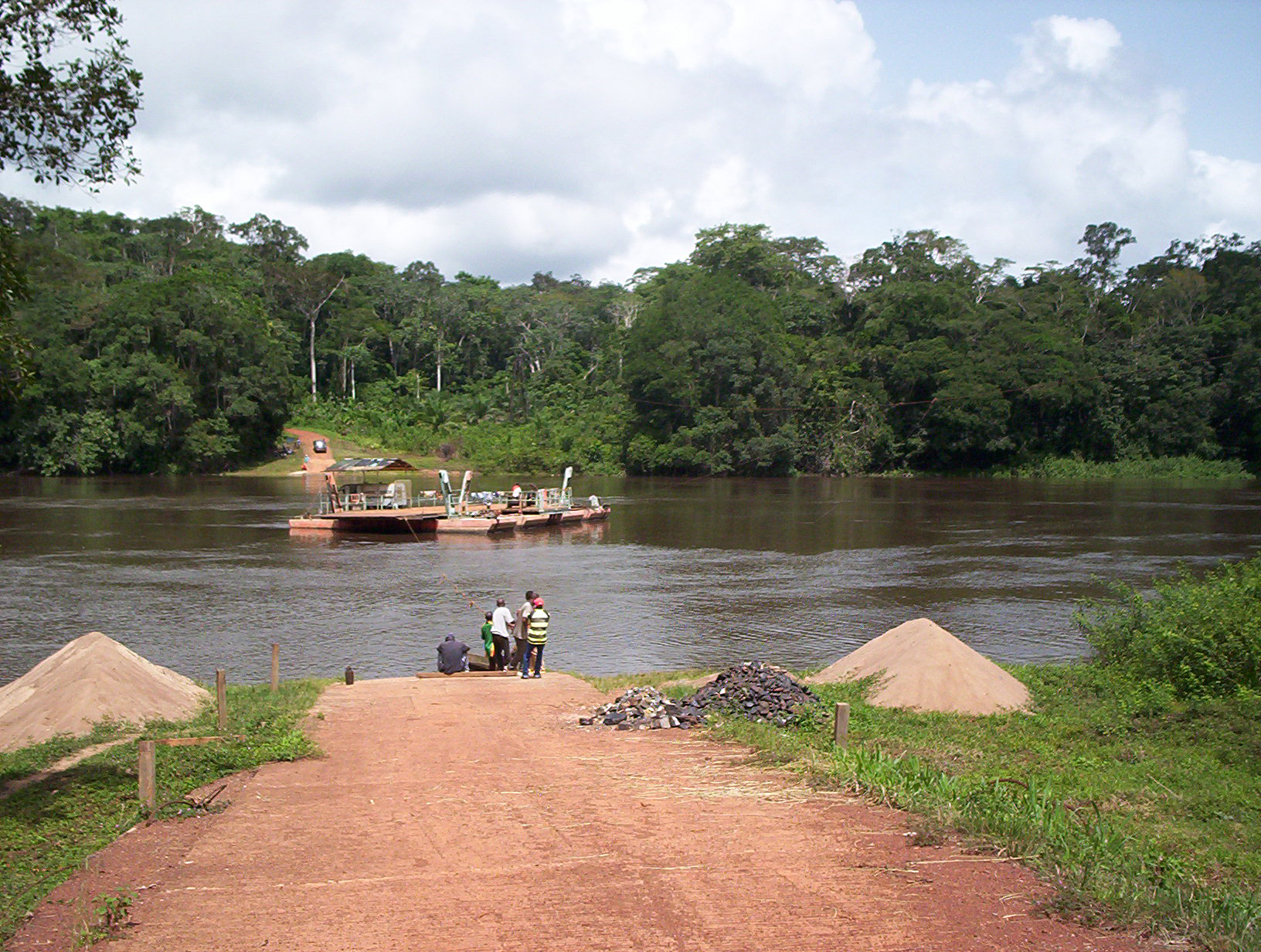
Przeprawa promowa przez rzekę Dja

Z powierzchnią 475 442 km² Kamerun, co do wielkości, zajmuje 53. miejsce wśród wszystkich państw świata, porównywalnie z Papuą-Nową Gwineą i nieco tylko mniejszym amerykańskim stanem Kalifornia. Kraj położony jest w Środkowej i Zachodniej Afryce nad Zatoką Bonny, częścią Zatoki Gwinejskiej Oceanu Atlantyckiego. Literatura turystyczna określa Kamerun mianem „Afryki w miniaturze” ze względu na różnorodność klimatu: morski, pustynny, górski, tropikalny i sawannowy. Kraj graniczy z Nigerią od zachodu, Czadem od północnego wschodu, z Republiką Środkowoafrykańską od wschodu oraz Gwineą Równikową, Gabonem i z Republiką Konga od południa.
Kamerun dzieli się na pięć stref geograficznych, wyraźnie różniących się od pozostałych zarówno pod względem klimatu, rzeźby powierzchni, jak i wegetacji. Nizina nadbrzeżna sięga 15-150 kilometrów od Zatoki Gwinejskiej w głąb lądu, a jej przeciętna wysokość to 90 m n.p.m. Pas ten, bardzo wilgotny i gorący, z krótką porą suchą, jest gęsto zalesiony tropikalnym lasem deszczowym Południowokameruński płaskowyż wznosi się nad niziną nadbrzeżną na średnią wysokość 650 m n.p.m. Ten region jest również zdominowany przez deszczowe lasy tropikalne, ale ze względu na równowagę pór deszczowych i suchych nie są one tak wilgotne, jak na wybrzeżu.
Nieregularny, przerywany łańcuch gór, wzgórz i płaskowyżów, zwany Pasmem Kameruńskim, rozciąga się od szczytu wulkanu Kamerun na wybrzeżu (najwyższy punkt kraju – 4095 m n.p.m.) prawie po Jezioro Czad na północnym krańcu kraju. Region ten ma klimat umiarkowany, szczególnie na Zachodnim Płaskowyżu, aczkolwiek opady są tu też wysokie. Ziemia należy do najżyźniejszych w Kamerunie, głównie wokół stożków wulkanicznych. Na skutek działalności wulkanicznej w tym regionie powstały jeziora kraterowe. 21 sierpnia 1986 z jednego z nich (Jezioro Nyos) zaczął wydobywać się dwutlenek węgla powodując śmierć 1700-2000 ludzi.
Płaskowyż południowy przekształca się na północy w trawiastą, mocno sfałdowaną Wyżynę Adamawa, stanowiącą barierę oddzielającą południową część kraju od północnej. Wyżyna wznosi się przeciętnie na 1100 m n.p.m., z temperaturami od 22 do 25 °C i znacznymi opadami. Doliny regionu północnego rozciągają się od stoków wyżyny po Jezioro Czad, wznosząc się przeciętnie na 300–350 m n.p.m. Charakterystyczną roślinnością są sawannowe krzewy i trawy. Jest to obszar jałowy, z niewielkimi opadami i wysoką temperaturą.
Kamerun posiada cztery odrębne zlewiska. Głównymi rzekami na południu są Ntem, Nyong, Sanaga i Wouri. Wszystkie płyną w kierunku południowym i uchodzą do Zatoki Gwinejskiej. Dja i Kadéï płyną w kierunku południowo-zachodnim i są dopływami Konga. Na północy kraju rzeka Bénoué płynie na północ i zachód uchodząc do Nigru, zaś Logone uchodzi do Jeziora Czad, u brzegów którego Kamerun styka się z trzema innymi krajami.

## Gospodarka
Wartość Produktu Krajowego Brutto na głowę mieszkańca (PKB per capita) w roku 2009 był obliczany na 2253 USD, jeden z najwyższych w Afryce subsaharyjskiej. Eksploatowane są złoża ropy naftowej, boksytów, rudy żelaza oraz drewno. Kamerun eksportuje m.in. kawę, drewno, kakao, banany, aluminium, bawełnę, gumę i bydło. Głównymi rynkami zbytu są Francja, Włochy, Korea Południowa, Hiszpania i Wielka Brytania. Kamerun znajduje się w strefie działania Organizacji dla Harmonizacji Prawa Afrykańskiego (OHADA). Walutą obiegową jest frank CFA. Bezrobocie w roku 2001 sięgało 30% populacji, a trzecia część społeczeństwa żyła poniżej progu ubóstwa obliczanego na 1,25 USD dziennie w roku 2009. Od końca lat osiemdziesiątych XX wieku Kamerun jest objęty programami pomocowymi Banku Światowego i IMF w celu zmniejszenia bezrobocia, prywatyzacji przemysłu i wzrostu gospodarczego. Turystyka, zwłaszcza na wybrzeżu i w okolicach Góry Kamerun zapowiada znaczny wzrost gospodarczy.

### Transport

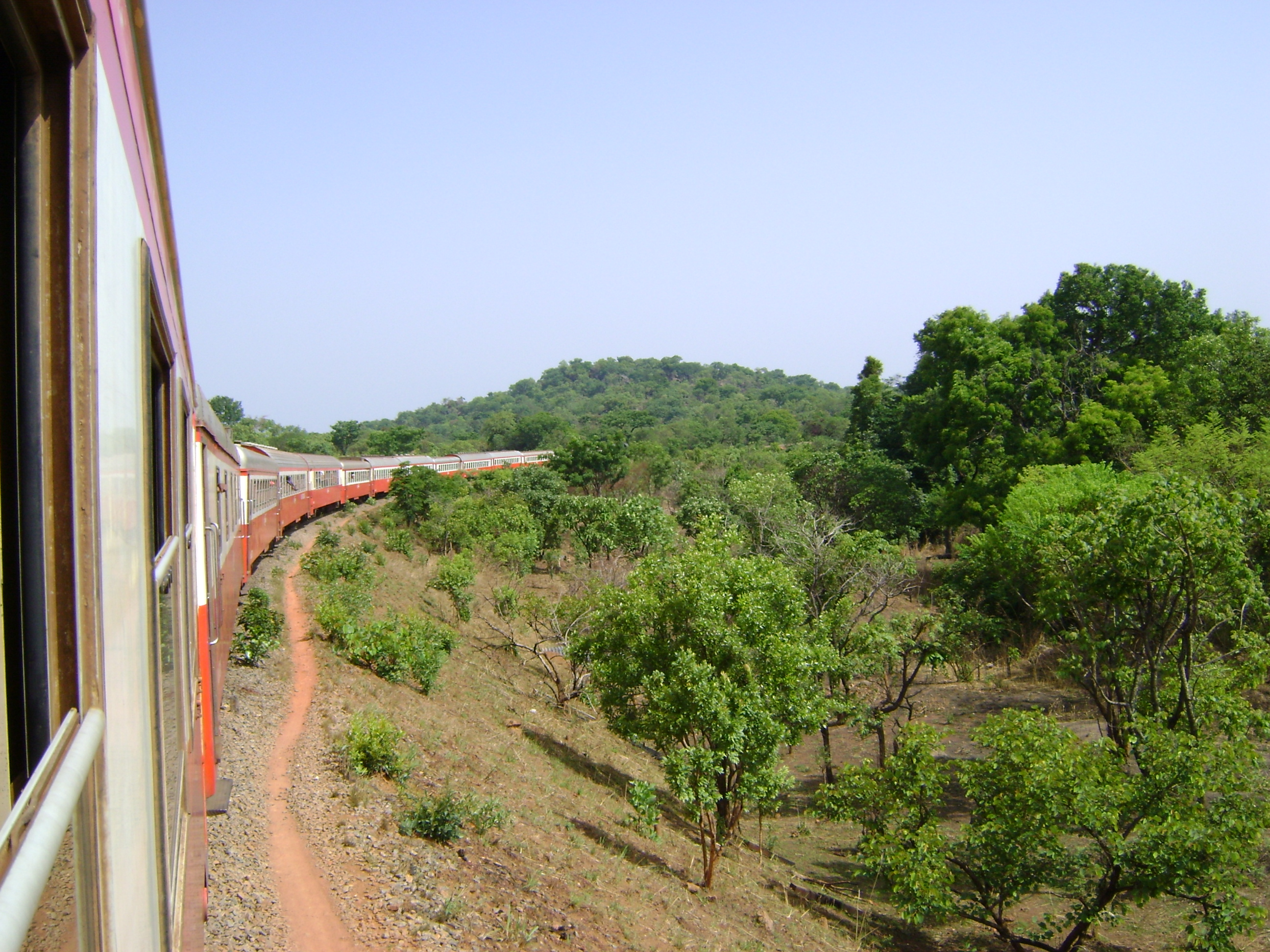
Linia kolejowa łącząca Ngaoundéré z Yaoundé

Transport w Kamerunie przysparza wiele trudności. Drogi są w złym stanie i uzależnione od zmiennej pogody, jako że tylko 10% posiada utwardzone nawierzchnie. Kontrole drogowe służą policji i żandarmerii głównie do wyłudzania łapówek. Linia kolejowa łączy miejscowości Kumba na zachodzie i Bélabo na wschodzie oraz Ngaoundéré na północy. Lotniska międzynarodowe znajdują się w Duali i Jaunde oraz w Garoua. W ujściu rzeki Wouri znajduje się Duala, główny port morski kraju. Duże znaczenie ma też port w Kribi.

### Rynek mleka
Mimo wysokiej liczby bydła w Kamerunie, produkcja mleka w Kamerunie jest niezwykle niska (7,5 litra rocznie na mieszkańca, wobec średniej na świecie 45 litrów na mieszkańca) – w 2014 r. na import mleka do kraju wydano prawie 80 mln dolarów.

## Siły zbrojne

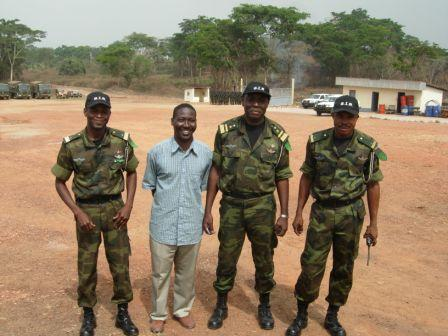
Przedstawiciel ambasady USA z żołnierzami SZ Kamerunu

Stosunki z sąsiednimi krajami układają się generalnie pomyślnie. Wyjątkami jest nierozwiązany konflikt graniczny z Gwineą Równikową. Napływ Kameruńczyków do Gwinei Równikowej, co wiąże się z nadzieją na zatrudnienie przy eksploatacji nowo odkrytych złóż ropy, przyczynił się do wzrostu napięcia. W roku 1999 rządy Kamerunu, Gwinei Równikowej, Nigerii, Wysp św. Tomasza i Książęcej, Gabonu, Konga, Demokratycznej Republiki Konga i Angoli powołały Gulf of Guinea Commission mającą pomagać w rozwiązywaniu problemów, przede wszystkim granicznych, w regionie.
Kamerun dysponuje trzema rodzajami sił zbrojnych: wojskami lądowymi, marynarką wojenną oraz siłami powietrznymi. Uzbrojenie sił lądowych składało się w 2014 roku m.in. z 100 opancerzonych pojazdów bojowych, a marynarka wojenna dysponowała 57 okrętami obrony przybrzeża. Siły powietrzne z kolei posiadały w 2014 roku uzbrojenie w postaci m.in. 15 samolotów transportowych, 11 samolotów szkolno-bojowych oraz 9 śmigłowców.
Wojska kameruńskie w 2014 roku liczyły 14 tys. żołnierzy zawodowych oraz 10 tys. rezerwistów. Według rankingu Global Firepower (2014) kameruńskie siły zbrojne stanowią 97. siłę militarną na świecie, z rocznym budżetem na cele obronne w wysokości 370 mln dolarów (USD).